# بتل کریک (آیووا)
بتل کریک (به انگلیسی: Battle Creek) شهری در ایالت آیووا کشور ایالات متحده آمریکا است که جمعیت آن در سرشماری سال ۲۰۱۰ میلادی، ۷۱۳ نفر بوده‌است.